# Félix Ettien
Félix Dja Ettien (* 26. September 1979 in Abidjan) ist ein ehemaliger ivorischer Fußballspieler. Nach über zehn Jahren Aufenthalt in Spanien besitzt Ettien einen spanischen Pass. Er bestritt insgesamt 81 Spiele in der spanischen Primera División.

## Spielerkarriere
In seiner Jugend spielte Félix Ettien beim ivorischen Verein USC Bassam. Nach der Junioren-Fußballweltmeisterschaft 1997 wechselte er im Alter von 17 Jahren zusammen mit seinem ivorischen Landsmann Idrissa Keita zu UD Levante, wo er elf Jahre lang spielte. Sein Einstieg dort war schwierig, denn nicht nur verschwand kurz nach der Unterschrift sein italienischer Berater mit dem gesamten Vermögen des Ivorers, sondern er wurde aufgrund der fehlenden Sprachkenntnisse auch von Spielern und Trainern zunächst nicht beachtet, und wenn er sich krank fühlte, wurde er stets mit AIDS in Verbindung gebracht. Dennoch entwickelte Ettien sich zum unumstrittenen Stammspieler und lief in fast 300 Erst- und Zweitligaduellen für die Levantiner auf. Nach dem Abstieg in der Saison 2007/08 wurde er wie viele seiner Mannschaftskollegen und als dienstältester Spieler bei UD Levante aussortiert. Im November 2008 absolvierte er ein Probetraining bei Energie Cottbus. Nachdem er im Jahr 2011 ein halbes Jahr für UD Alzira in der dritten spanischen Liga gespielt hatte, beendete er seine Laufbahn.
Für die ivorische Nationalmannschaft bestritt Ettien zwischen 2001 und 2004 insgesamt 25 Spiele.

## Erfolge
- 2003/2004 – Aufstieg in die Primera División mit UD Levante
- 2005/2006 – Aufstieg in die Primera División mit UD Levante